# فرانتس راث
فرانتس راث (انگلیسی: Franz Roth؛ زادهٔ ۲۷ آوریل ۱۹۴۶) بازیکن فوتبال اهل آلمان است.
وی همچنین برندهٔ جوایزی همچون برگ بوی نقره‌ای شده‌است.
از باشگاه‌هایی که در آن بازی کرده‌است می‌توان به باشگاه فوتبال بایرن مونیخ، باشگاه فوتبال اس‌وی زاندهاوزن، و باشگاه فوتبال ردبول زالتسبورگ اشاره کرد.
وی همچنین در تیم‌های ملی فوتبال آلمان و زیر ۲۱ سال آلمان بازی کرده‌است.